# Sévigné
Sévigné és una pel·lícula catalana dirigida per Marta Balletbò-Coll, estrenada l'any 2004.

## Argument
Júlia Berkowitz (Anna Azcona) és una prestigiosa directora teatral establerta a Barcelona. La seva vida pren un gir inesperat quan decideix posar en escena una obra sobre Madame de Sévigné, comtessa parisenca coneguda per les seves Cartes a la filla. Júlia haurà de triar entre el seu marit —un respectat i influent crític teatral—, el seu amant— l'atractiu programador del Teatre Públic— i començar una nova vida amb la imprevisible autora de la obra sobre Madame de Sévigné.

## Repartiment
- Anna Azcona
- Marta Balletbò-Coll
- Josep Maria Pou
- Eduard Farelo
- Carme Elías
- Francesca Piñón
- Montserrat Gausachs
- Leslie Charles
- Mercè Martínez
- Sergi Schaaff

## Rebuda
- "Absorbent (...) Hàbil, brillant per moments i amb una escriptura personal i intel·ligent."[2]

## Guardons
Premis
- Premis Barcelona 2006. Millor Actor, per Josep Maria Pou
- Premis Butaca de 2005 a la millor pel·lícula catalana per Marta Balletbò-Coll
- Premis Butaca de 2005 al millor actor català de cinema per Josep Maria Pou
- Premis Butaca de 2005 a la millor actriu catalana de cinema per Anna Azcona
- Premi del Públic a la millor pel·lícula al Festival Internacional de Cinema Lèsbic i Feminista de París de 2006[3]

Nominacions
- Premis Barcelona: Millor actriu per Anna Azcona, millor guió per Marta Balletbò-Coll, millor fotografia per Elisabeth Prandi, millor muntatge per Ignacio Pérez de Olaguer-Córdoba
- Premis Butaca de 2005 a la millor actriu catalana de cinema per Marta Balletbò-Coll